# Gobou et ses évolutions
Gobou et ses évolutions Flobio et Laggron sont trois espèces de Pokémon de troisième génération.

## Création

### Conception graphique
Gobou est inspiré des gobiidés.

### Étymologie
Le terme « gobou » est un mot-valise issu de la contraction de « Gobie » (famille de poissons) et de « boue ».

## Description
Gobou évolue en Flobio au niveau 16 et Flobio évolue en Laggron au niveau 36 dans pokémon alpha saphir

### Gobou
Gobou (Pokémon de type Eau), en anglais Mudkip et en japonais Mizugorou, est une créature de fiction, une espèce de Pokémon, des créatures fictives de la licence Pokémon. Gobou est l'un des trois starters que les joueurs de Pokémon Rubis, Pokémon Saphir et Pokémon Émeraude peuvent choisir au début de l'aventure, avec Poussifeu (Pokemon de type Feu) et Arcko (Pokemon de type Plante)

### Flobio
Flobio (en anglais Marshtomp et en japonais Numakurou) est une espèce de Pokémon, des créatures fictives de la licence Pokémon. Flobio est l'évolution de Gobou.

### Laggron
Laggron (en anglais Swampert et en japonais Raguraaji) est une espèce de Pokémon, des créatures fictives de la licence Pokémon. Laggron est l'évolution finale de Gobou. Il est un Pokémon très puissant. Le Pokédex, encyclopédie Pokémon virtuelle, le dit capable de soulever de gros rochers et de nager aussi vite qu'un jet-ski.

## Apparitions

### Jeux vidéo
Gobou, Flobio et Laggron apparaissent dans plusieurs séries de jeux vidéo Pokémon comme Pokémon Alpha saphir. D'abord en japonais, puis traduits en plusieurs autres langues, ces jeux ont été vendus à plus de 200 millions d'exemplaires à travers le monde.

### Série télévisée et films
La série télévisée Pokémon ainsi que les films sont des aventures séparées de la plupart des autres versions de Pokémon et mettent en scène Sacha en tant que personnage principal. Sacha et ses compagnons voyagent à travers le monde Pokémon en combattant d'autres dresseurs Pokémon.

## Réception
Gobou a été la vedette d'un phénomène internet parti de 4chan : un membre du site deviantART invitait d'autres personnes à venir sur son fan-club de Pokémon en tapant régulièrement sur les pages des autres membres : « So I herd u liek mudkipz » (« alors j'ai entendu dire que tu aimes les Gobou » avec des fautes de frappes). Cette phrase est devenue célèbre et est souvent parodiée sur Internet.
Durant les élections européennes de 2014 au Royaume-Uni, le Parti pour l'indépendance du Royaume-Uni (UKIP) utilise l'image de Gobou. L'affiche explique qu'« il y a 611 Pokémon qui ne sont pas de type eau et qu'ils viennent voler votre travail » et qu'il faut « voter Gobou pour une Grande-Bretagne réservée aux Pokémon Eau »,.